# Тарнавка (Чортківський район)

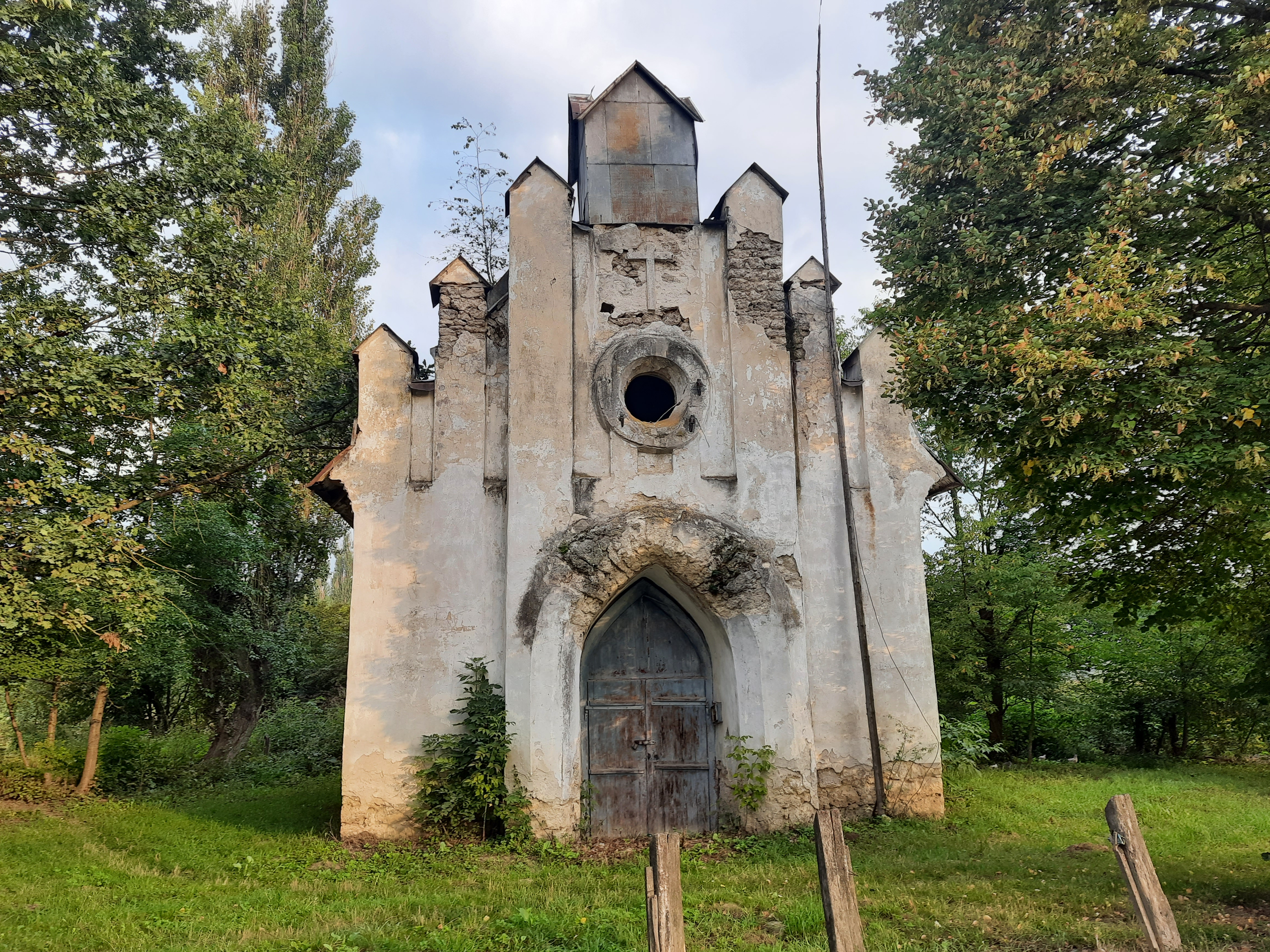
Старий костел

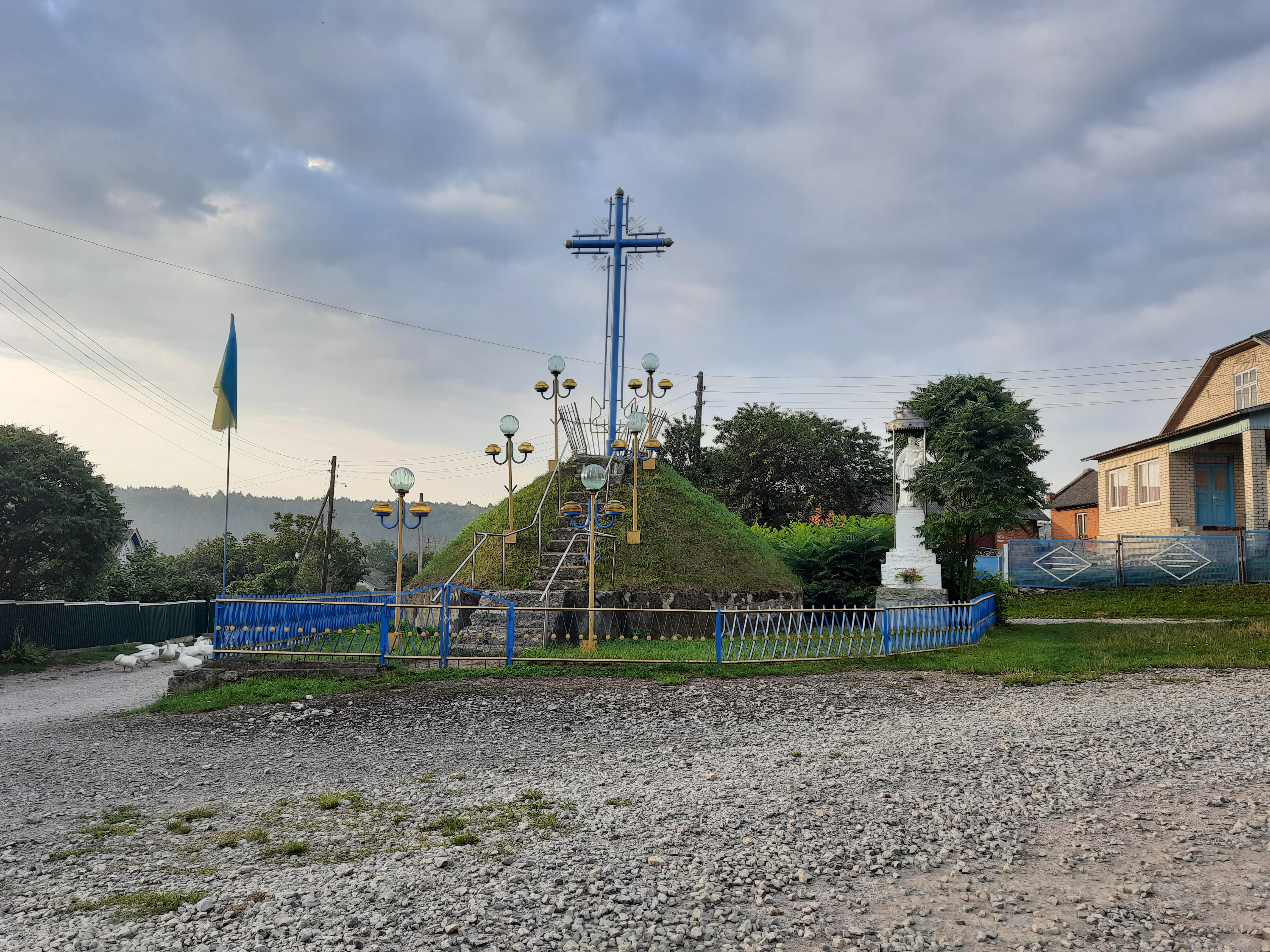
Символічна могила Борцям за волю України (1990-і рр.)

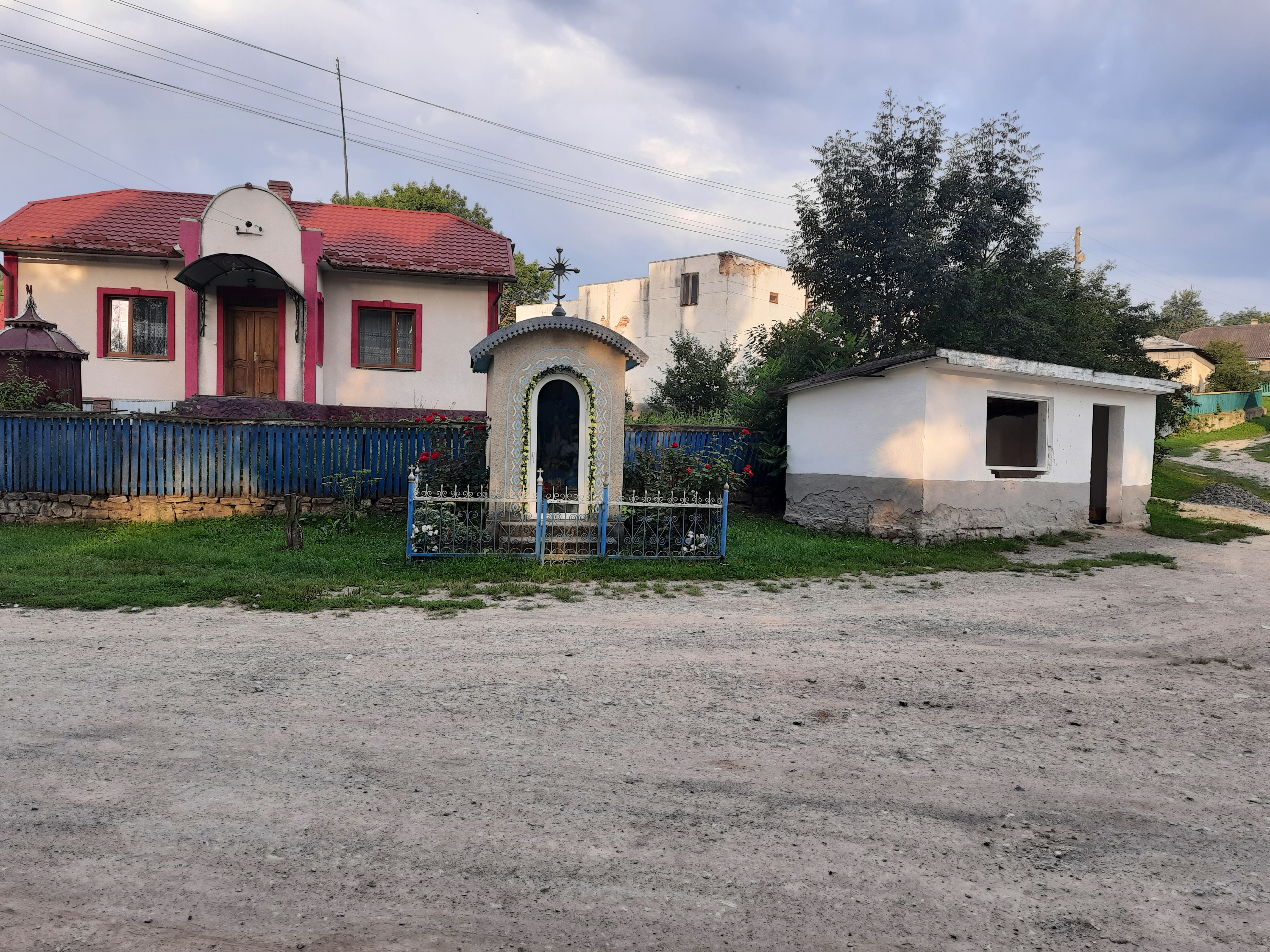
В центрі села

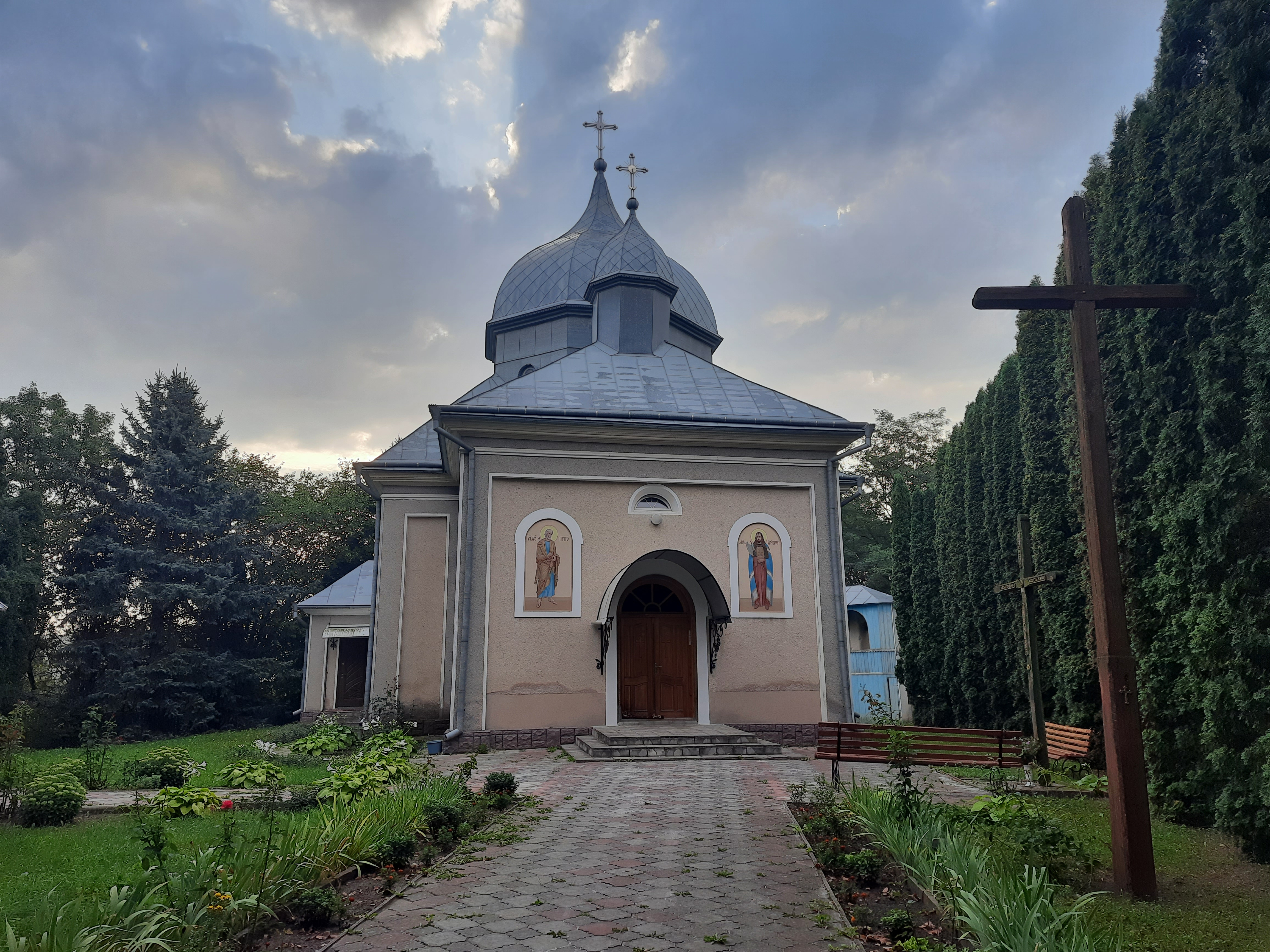
Церква Введення в храм Пресвятої Богородиці

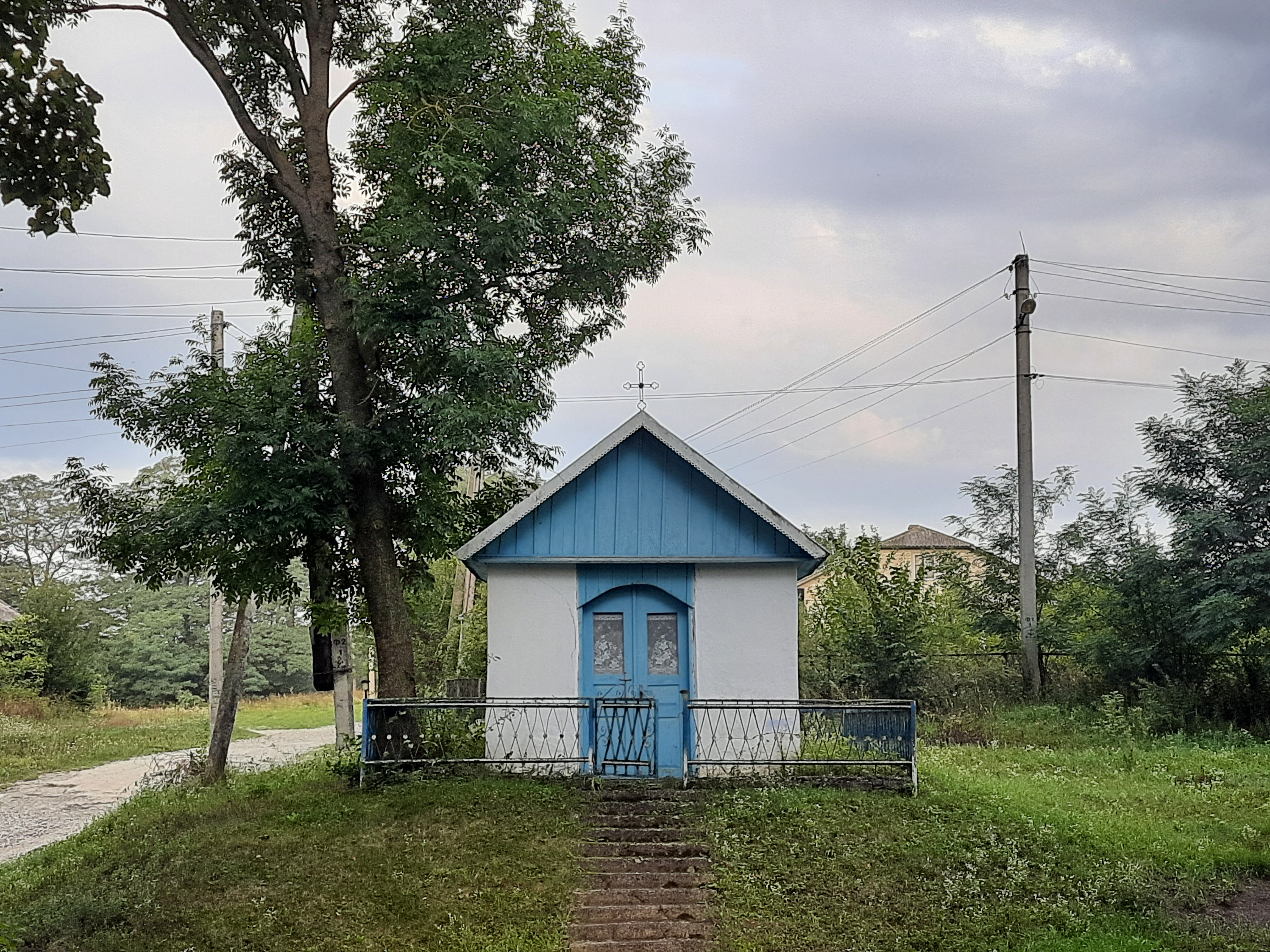
Капличка

Тарна́вка — село в Україні, Тернопільська область, Чортківський район, Колиндянська сільська громада. Адміністративний центр колишньої Тарнавської сільської ради. До Тарнавки приєднано хутір Звіголь.

## Географія

### Розташування
Розташоване на берегах р. Нічлава (ліва притока Дністра), за 22 км від районного центру та 6 км від найближчої залізничної станції Озеряни.
Територія — 2,4 км². Дворів — 135.

### Місцевості
- Звіголь (Звягель) — хутір, розташований за 1,5 км від села. У 1898 р. тут збудовано каплицю-філію церкви. У 1952 р. на хуторі — 11 дворів, 48 жителів.
- Колонія — хутір, розташований за 1 км від села. У 1952 р. на хуторі — 13 дворів, 41 житель.

## Історія
Перша письмова згадка датована 1785 роком.
Відомо, що 1902 р. велика земельна власність належала Ізидирові Вайсглазу.
Стах Назікевич проколов багнетом груди мешканцеві села Смолі через те, що той на весіллі проголосив промову українською мовою.
15 червня 1934 року села Тарнавка і Звягель передані з Борщівського повіту до Чортківського.
Деякий період Тарнавка була центром однойменної гміни. З 1 серпня 1934 до 1939 року село належало до гміни Колиндяни.
Після встановлення у вересні 1939 р/ радянської влади органи НКВС замучили і розстріляли в Чортківській тюрмі жителів Тарнавки Еміліяна Єрика та Йосипа Чухрія.
Під час німецько-радянської війни загинули або пропали безвісти у Червоній армії 49 мешканців села:
- Дмитро Будняк (нар. 1909),
- Іван Михайлович Будняк (нар. 1911),
- Іван Юрійович Будняк (нар. 1907),
- Михайло Будняк (нар. 1911),
- Антон Василик (нар. 1907),
- Антон Васильків (нар. 1911),
- Євгеній Васильків (нар. 1918),
- Степан Верес (нар. 1908),
- Григорій Галабурда (нар. 1907),
- Іван Галабурда (нар. 1910),
- Михайло Галабурда (нар. 1920),
- Євстахій Гриньків (нар. 1920),
- Євстахій Гузар (нар. 1912),
- Михайло Ількович Гузар (нар. 1906),
- Михайло Семенович Гузар (нар. 1920).

По закінченню Другої світової війни у 1946—1947 роках мешканці села пережили голод.
З 24 серпня 1991 року село входить до складу незалежної України.
29 липня 2015 року Тарнавка належить до Колиндянської сільської громади.
12 червня 2020 року, відповідно до розпорядження Кабінету Міністрів України № 724-р «Про визначення адміністративних центрів та затвердження територій територіальних громад Тернопільської області» увійшло до складу Колиндянської сільської громади.
19 липня 2020 року, в результаті адміністративно-територіальної реформи та ліквідації Чортківського району (1940—2020), увійшло до складу новоутвореного Чортківського району.

## Освіта
За Австро-Угорщини діяла школа з українською мовою навчання, за Польщі — з польською.
До 2016 року підпорядковувалася Чортківській районній раді. У 2016 році перейшла у підпорядкування Колиндянської сільської громади.
Директор — Криськів Оксана Михайлівна.

## Релігія
- церква Введення в храм Пресвятої Богородиці (УГКЦ; 1903; кам'яна)
- костел (недіючий), який у радянський час використовували під склад

У селі є три каплички, онда із них з вирізьбленим із дерева зображенням святого Миколая.

## Пам'ятники
Насипано символічну могилу Борцям за волю України (1990-ті). На сільському цвинтарі — могила 13 вояків УПА.
- встановлено
  - фігури Матері Божої (2009) і св. Антонія Падевського (поч. XX ст.).

## Населення
| 315 | 320 |

### Мова
Розподіл населення за рідною мовою за даними перепису 2001 року:
| Мова       | Кількість | Відсоток |
| ---------- | --------- | -------- |
| українська | 400       | 99.75%   |
| російська  | 1         | 0.25%    |
| Усього     | 401       | 100%     |

## Соціальна сфера, господарство
Діяли філії «Просвіти», «Сільського господаря» та інших товариств. Під час пацифікації у 1930 році член польської організації «Стшелєц».
Нині діють ЗОШ I ступеня, клуб, бібліотека, ФАП, торговий заклад. Працюють ПП «Амадеус», фірма «Альфа-С», ПАП «Доля», ПАП «Свояки», фермерські господарства «Тарнавка Колос ВЛ» та «Мрія».

## Відомі люди

### Народилися
- Осип Танасевич (нар. 1914) — український художник, студіював малярство у Львові та Німеччині.